# Broderie anglaise

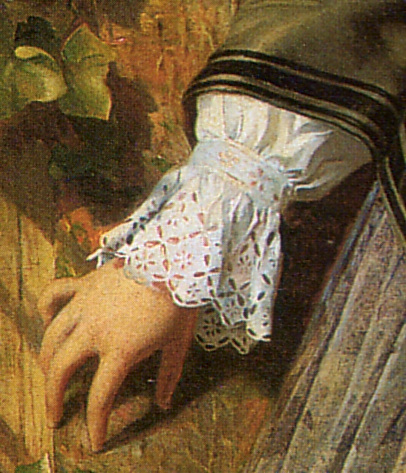
Manschett med broderie anglaise. Detalj från målningen Broken Vows av Philip Calderon, 1857.

Broderie anglaise, "engelsk brodyr", batist med vitbroderi.